# Bir El Hafey
Bir El Hafey (arabe : بئر الحفي) est une ville du centre de la Tunisie, située à une trentaine de kilomètres au sud de Sidi Bouzid, en piémont sud de la dorsale tunisienne.
Rattachée au gouvernorat de Sidi Bouzid, elle constitue une municipalité comptant 6 475 habitants en 2014. Elle est aussi le chef-lieu d'une délégation.
Elle est en position de carrefour sur l'axe Kairouan-Gafsa car traversée par la RN3 tout en étant reliée à Sidi Bouzid, le chef-lieu du gouvernorat.